# Seznam južnoafriških pesnikov
Seznam južnoafriških pesnikov.

## A
- Lionel Abrahams
- Tatamkulu Afrika

## B
- Christiaan Bakkes
- C. Johan Bakkes
- Shabbir Banoobhai
- Robert Berold
- Breyten Breytenbach
- André Brink
- Dennis Brutus

## C
- Roy Campbell
- Jeremy Cronin
- Patrick Cullinan
- Sheila Cussons

## D
- Achmat Dangor
- Ingrid de Kok
- Sandile Dikeni
- Modikwe Dikobe
- Isobel Dixon
- CJ Driver

## G
- Jeremy Gordin
- Nadine Gordimer
- Stephen Gray
- Mafika Gwala

## H
- Bruce Hewett
- Christopher Hope

## J
- Fhazel Johennesse
- Sarah Johnson

## K
- Mazisi Kunene

## L
- Cornelis Jacobus Langenhoven
- Douglas Livingstone

## M
- Chris Mann
- Andrew Martens
- Don Mattera
- Kim McClenaghan
- Zakes Mda
- Joan Metelerkamp
- Benjamin Moloise
- Mzi Mahola
- Kobus Moolman
- Casey Motsisi
- Oswald Mtshali
- Ike Muila

## N
- Candy Neubert
- Mike Nicol
- Arthur Nortje

## P
- Essop Patel

## S
- Sipho Sepamla
- Mongane Wally Serote
- Adam Small
- Kelwyn Sole
- Peter Strauss

## V
- A.G. Visser
- Christopher van Wyk

## W
- Stephen Watson
- Graham Walker